# Пол Коверделл
Пол Дуглас Коверделл (англ. Paul Douglas Coverdell; нар. 20 січня 1939, Де-Мойн, Айова — пом. 18 липня 2000, Атланта, Джорджія) — американський політик-республіканець. Він представляв штат Джорджія у Сенаті США з 1993 до самої смерті.
У 1961 році він закінчив Університет Міссурі, потім служив в армії США з 1962 по 1964. Працював бізнесменом у Джорджії. Був членом сенату штату з 1971 по 1989, де він у 1974 був обраний лідером меншості. Коверделл брав участь у президентській кампанії Джорджа Буша-старшого у 1988 році, директор Корпусу миру з 1989 по 1991 роки.
Методист. Статуя Коверделла знаходиться у районі Бакхед в Атланті.